# ケルン環状アウトバーン
ケルン環状アウトバーン（ドイツ語: Kölner Autobahnring）はドイツの高速道路、アウトバーンの一路線である。
A1、A3、A4のそれぞれの一区間からなる都市環状道路。北から時計回りでは、レーバークーゼンJCTからホイマーJCTまではA3、ホイマーJCTからケルン西JCTまではA4、ケルン西JCTからレーバークーゼンJCTまではA1の区間となる。長さ51.8km。2012年現在、一日毎の交通量は360,000台と推測され、ヨーロッパの最も交通量が多い路線の一つである。ドイツ国内では交通量の最も多い道路と推定されている。